# Новоселица (Житомирский район)
Новосе́лица (укр. Новоселиця) — село на Украине, находится в Житомирском районе Житомирской области.
Код КОАТУУ — 1822083203. Население по переписи 2001 года составляет 55 человек. Почтовый индекс — 10000. Телефонный код — 412. Занимает площадь 27,6 км².

## Адрес местного совета
12410, Житомирская область, Житомирский р-н, с. Каменка, ул. Сосновая, 1